# تلیاراتا (شهرستان گومبت، داغستان)
تلیاراتا (به لاتین: Tlyarata) یک منطقهٔ مسکونی در روسیه است که در داغستان واقع شده‌است.